# Selenlikriktare

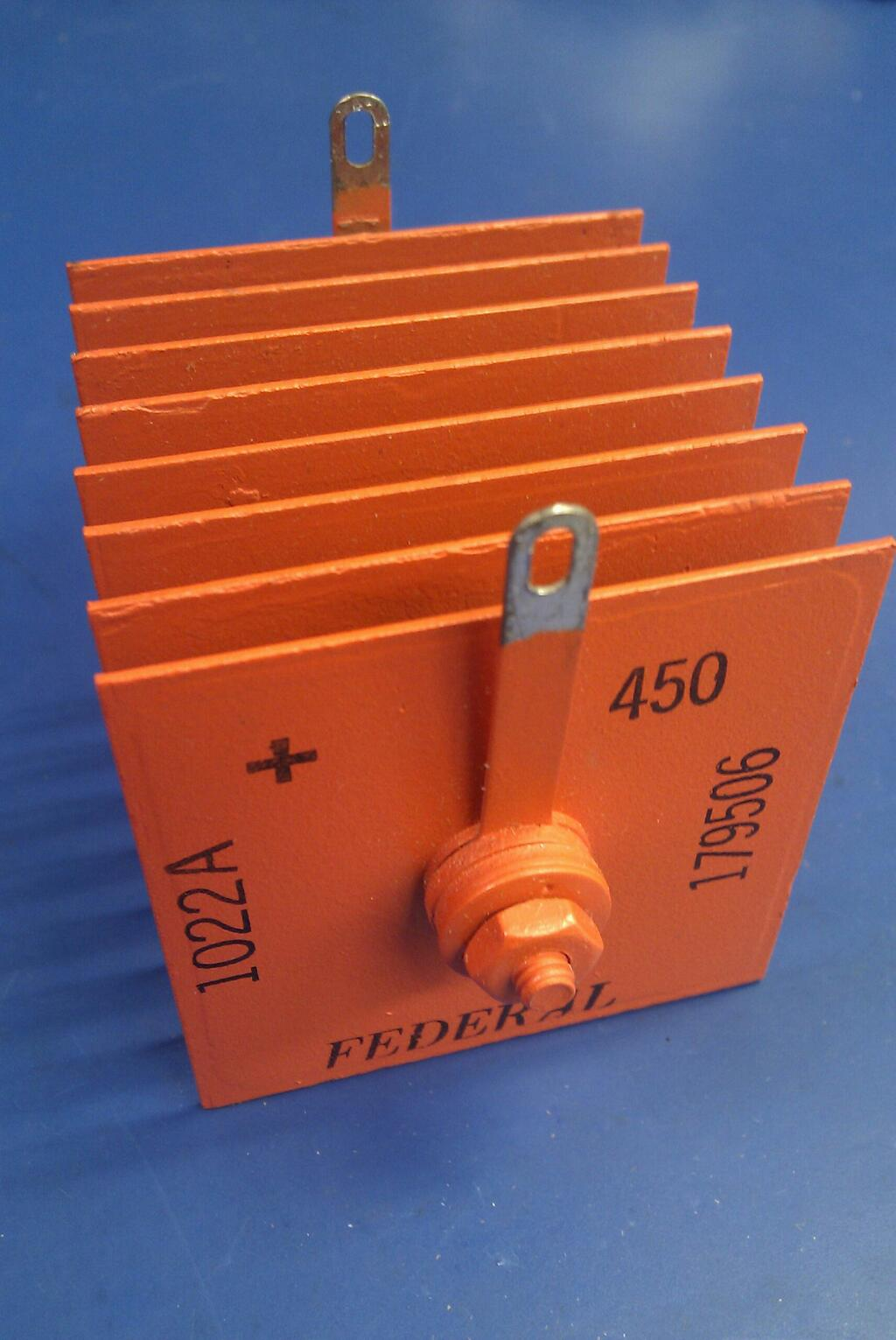
Selenlikriktare

En Selenlikriktare är en typ av likriktare, uppfunnen 1933. De användes för att ersätta likriktare gjorda av elektronrör i nätaggregat för elektronisk utrustning. 
Den fotoelektriska och likriktande egenskapen av selen observerades av C. E Fitts omkring 1866, men praktiska likriktaranordningar tillverkades inte rutinartat förrän på 1930-talet. I motsats till kopparoxidlikriktaren, tålde selenlikriktaren högre spänningar men vid en lägre strömkapacitet per enhetsarea.

## Kontruktion
Selenlikriktare är uppbyggda i lager av aluminium eller stålplattor belagda med cirka 1 μm vismut eller nickel. Ett mycket tjockare lager av selen (50 till 60 μm) vilket dopats med halogener, deponeras på metallbeläggningen. Selen omvandlas sedan till den polykristallina grå (hexagonala) formen genom glödgning. Varje platta kan stå emot cirka 20 volt i den omvända riktningen. Metallplattorna, eller diskarna, fungerar också som kylare och för att tillhandahålla en monteringsplats för plattorna. Plattorna kan staplas i det oändliga för att klara högre spänningar. Staplar av tusentals små selenplattor har använts som högspänningslikriktare i TV-apparater och kopiatorer.

## Användningsområde
Radio och tv mottagare använde dessa omkring 1947 till 1975 för att förse upp till några hundra volt i plattspänning. Elektronrörslikriktare hade en verkningsgrad på bara 60% jämfört med selenlikriktarens 85%, delvis för att elektronrör kräver uppvärmning. Selenlikriktare har ingen uppvärmningstid, till skillnad från elektronrörslikriktare. Selenlikriktare var även billigare, enklare att specificera och installera än elektronrör. Dock blev dom senare ersatta av kiseldioder med hög verkningsgrad (nära 100% vid hög spänning). Selenlikriktare hade förmågan att agera som strömbegränsare, vilket temporärt kunde skydda likriktaren vid en kortslutning och förse stabil ström för att ladda batterier.

## Egenskaper
En selenlikriktare har ungefär samma storlek som en kopparoxidlikriktare, men mycket större än en kisel eller germaniumdiod. Selenlikriktare har en lång men inte obegränsad livstid på 60 000 till 100 000 timmar, beroende på klassning och kylning. Likriktaren kan uppvisa viss nedbrytning av dess karakteristik efter lång förvaring. Varje element kan stå emot cirka 25 volt i den omvända riktningen och har ett framspänningsfall på omkring 1 volt, vilket begränsar verkningsgraden vid låga spänningar. Selenlikriktare har en övre arbetstemperatur på 130 °C och är inte lämplig för högfrekvenskretsar. 

## Ersättare
Selenlikriktare har en kortare livstid än önskat. Vid ett katastrofalt fel, produceras betydande mängder illaluktande och mycket giftig rök vilket ledde reparatören till vad problemet härstammade ifrån. Det i särklass vanligaste felet var en gradvis ökning i frammotstånd, ökande framspänningsfall och minskad verkningsgrad. Under 1960-talet börjar man ersätta likriktaren med kisellikriktare, vilket uppvisade lägre framspänningsfall, lägre kostnad och högre pålitlighet. Dom tillverkas fortfarande för exakta ersättare, men används ej i ny utrustning.  